# جوني ستيوارت (لاعب كرة قدم)
جوني ستيوارت (بالإنجليزية: Johnny Stewart)‏ (12 فبراير 1990 باسكتلندا في المملكة المتحدة - ) هو مدرب كرة قدم ولاعب كرة قدم بريطاني في مركز الوسط. لعب مع ريث روفرز ونادي بريتشين سيتي ونادي دندي وهارت أوف ميدلوثيان ونادي إيست فيف وبونيروغ روز أثلاتيك ‏.

## وصلات خارجية
- جوني ستيوارت على موقع قاعدة بيانات كرة القدم.إي يو (الإنجليزية)